# Plebejus discolunulata
Plebejus discolunulata är en fjärilsart som beskrevs av Tutt 1909. Plebejus discolunulata ingår i släktet Plebejus och familjen juvelvingar. Inga underarter finns listade i Catalogue of Life.